# Jan Grzebski
Jan Grzebski, né en 1942 et mort le 12 décembre 2008, est un cheminot polonais, connu pour être tombé dans le coma après un accident pendant l'ère communiste en Pologne et s'être réveillé 19 ans plus tard.

## Biographie
En 1988, victime d'un choc violent contre un wagon, il développe une tumeur au cerveau qui le paralyse. Il reprend conscience en 2007, 19 ans plus tard, selon les médias locaux. Ainsi, Jan Grzebski, à qui les médecins n’avaient alors accordé que deux ou trois années de vie, s'est réveillé dans un pays non communiste. À son réveil il a découvert qu'il avait 11 petits-enfants, issus du mariage de ses quatre enfants, et que la Pologne dont il se souvenait avait presque complètement changé,.
« Quand je suis tombé dans le coma il n’y avait que du thé et du vinaigre dans les magasins, la viande était rationnée et partout il y avait des longues files pour obtenir du combustible », a dit Grzebski en racontant ce dont il se souvenait du système économique communiste. « Maintenant je vois des gens dans la rue avec des téléphones portables et il y a tant de marchandises dans les boutiques que cela me donne mal à la tête, a-t-il ajouté »,.
Grzebski a indiqué qu'il se rappelait vaguement les réunions familiales auxquelles on l’emmenait alors qu'il était dans le coma, ainsi que les tentatives de son épouse et de ses enfants pour communiquer avec lui. Cet homme a dit qu’il devait sa « résurrection » au dévouement de son épouse Gertruda. « C’est Gertruda qui m'a sauvé », a dit Grzebski dans son fauteuil roulant. Pendant les 19 dernières années, elle s'est occupée de le changer de position toutes les heures pour éviter les dommages qu’aurait occasionnés le frottement continuel de son corps contre le lit,.

## Controverse
Le professeur Hubert Kwiecinski, conseiller national en neurologie pour le ministère polonais de la santé, a déclaré à l'Agence France Presse « Il ne peut avec certitude s'agir d'un cas de coma ni d'aucune de ses formes. » En effet, Grzebski, paralysé et muet, a été nourri naturellement par son épouse, alors qu'un patient dans un coma profond est nourri par sonde gastrique ou par intraveineuse. Tandis que Joanna Hensel, médecin de l'hôpital de Dzialdowo, reconnaît que de graves erreurs de diagnostic ont été commises.